# Pamela Chepchumba
Pamela Chepchumba (Kapsait Village, West Pokot, 8 maart 1979) is een Keniaanse langeafstandsloopster, die gespecialiseerd is in de halve marathon, marathon en het veldlopen. Ze stond vele malen op het podium bij diverse grote marathons.

## Biografie

### Jeugdjaren
Pamela Chepchumba werd geboren als vijfde kind in een gezin van tien kinderen. Haar jongere broer Nicholas Koech, die is gespecialiseerd in de wegatletiek, is de enige andere atleet binnen dit gezin. Haar broer liep een zesde tijd ooit op de 15 km.
Haar leraren motiveerden haar om mee te doen aan schoolwedstrijden. Elke dag liep ze 5 km naar school en weer terug. Op dertienjarige leeftijd vertegenwoordigde ze Kenia op de wereldkampioenschappen veldlopen voor junioren 1992 in Boston en behaalde hier een 27e plaats. Over deze reis zei ze: "Op die dag was ik nog steeds geschrokken van mijn eerste vliegreis. Het was een onvergetelijke ervaring voor me". In de jaren erna nam ze nog vele malen deel aan de WK veldlopen voor junioren en senioren, waarbij haar beste prestatie een zilveren medaille is, die ze als juniore won in 1993.

### Senioren
Haar grootste succes tot op heden behaalde Pamela Chepchumba op het wereldkampioenschap halve marathon van 2007 in Udine, waar ze met een tijd van 1:08.06 brons won achter Lornah Kiplagat (goud), die daar het wereldrecord verbeterde tot 1:06.25.
In 2000 won ze de Oostende-Brugge Ten Miles in 52.33. In 2002 werd ze in de buurt van Nairobi Keniaans kampioene veldlopen. Ze versloeg hiermee Joan Jepkorir Aiyabei en Monica Wangar. Op de vierde plaats eindigde Jane Omoro en vijfde was Susan Chepkemei. Hiermee kwalificeerde ze zich voor de WK veldlopen, waar ze negende werd in 27.30.

### Doping
Na de WK veldlopen van 2003 in Lausanne, waarbij ze een zesde plaats behaalde, werd Chepchumba betrapt op gebruik van het verboden middel epo. Ze werd voor twee jaar geschorst (30 april 2003 - 29 april 2005). Ze is hiermee een van de weinige Keniaanse atleten die ooit door de IAAF werd geschorst. In 1993 werd veldloper John Ngugi geschorst en in 2000 400 m-loper Simon Kemboi.

### Na haar schorsing
Na haar schorsing stapte Chepchumba over op de marathon en stond diverse malen op het podium bij grote wedstrijden, zoals derde op de marathon van Parijs (2006), tweede op de marathon van Peking (2005) en eerste op de marathon van Milaan (2008). Ze werd op 24 maart 2007 zesde op de WK veldlopen.
Chepchumba is getrouwd met langeafstandsloper Boaz Kibet Kimaiyo, die in 2002 tweede werd op de marathon van Wenen en zesde op de marathon van Amsterdam. Ze heeft twee dochters: Mercy Chepkorir en Cynthia Chepkoech.

## Titels
- Keniaans kampioene veldlopen - 2002

## Persoonlijke records
Baan
| Onderdeel           | Prestatie | Datum        | Plaats             |
| ------------------- | --------- | ------------ | ------------------ |
| 3000 m              | 8.42,24   | 20 juli 2001 | Monaco             |
| 5000 m              | 14.56,75  | 4 juni 2001  | Hengelo            |
| 10.000 m            | 33.10,97  | 5 juli 2008  | Nairobi            |
| 3000 m steeplechase | 10.19,16  | 25 mei 2006  | Bonneuil-sur-Marne |

Weg
| Onderdeel      | Prestatie | Datum           | Plaats    |
| -------------- | --------- | --------------- | --------- |
| 5 km           | 15.21     | 23 juni 1999    | Darmstadt |
| 10 km          | 31.19     | 14 oktober 2007 | Udine     |
| 15 km          | 47.46     | 14 oktober 2007 | Udine     |
| 20 km          | 1:04.40   | 14 oktober 2007 | Udine     |
| halve marathon | 1:08.06   | 14 oktober 2007 | Udine     |
| 25 km          | 1:25.10   | 27 april 2008   | Hamburg   |
| 30 km          | 1:42.14   | 27 april 2008   | Hamburg   |
| marathon       | 2:25.36   | 2 december 2007 | Milaan    |

## Palmares

### 5000 m
- 2001:  Keniaanse militaire atletiekkamp. in Nairobi - 16.01,1
- 2001: 4e FBK Games in Hengelo - 14.56,75
- 2001:  Nacht van de Atletiek in Heusden - 15.08,20
- 2001: 4e DN Galan in Stockholm - 15.06,25

### 10.000 m
- 1997: 8e Keniaanse WK Trials in Nairobi - 35.19,1
- 2001:  Kencell Meeting in Eldoret - 34.05,2

### 5 km
- 1993: 5e Corrida Internacionale di San Silvestro in Bolzano - 16.14
- 1998:  Bit-Silvesterlauf in Trier - 15.50
- 1999:  Cup da Franco (women) in Darmstadt - 15.21

### 10 km
- 1998: 5e Ratinger Silvesterlauf in Ratingen - 33.59
- 1998:  Oelder Sparkassen Citylauf - 34.24
- 1999:  Tilburg - 32.39
- 2000:  Paderborner Osterlauf - 33.18
- 2001:  Parelloop - 31.52
- 2001:  Paderborner Osterlauf - 31.27
- 2001:  Gran Pacífico in Mazatlán - 32.19
- 2002:  Circuito Podistico in Cona - 32.12
- 2002:  Peachtree Road Race in Atlanta - 31.44
- 2006:  Run Like a Deejay in Milaan - 31.53
- 2014:  Sydney Harbour - 34.35

### 15 km
- 1997: 10e Zevenheuvelenloop - 52.57
- 1998:  Zevenheuvelenloop - 50.57
- 1999:  Haagse Beemden Loop - 51.01
- 2001:  Energizer/KAAA Weekend Meeting in Eldoret - 52.16

### 10 Eng. mijl
- 1998:  Nacht von Borgholzhausen - 57.46
- 1999:  Nacht von Borgholzhausen - 56.13,1
- 2000:  Oostende-Brugge - 52.33

### halve marathon
- 1998: 7e City-Pier-City Loop - 1:14.36
- 1998: 4e halve marathon van Frankfurt - 1:13.45
- 1998:  halve marathon van Paderborn - 1:14.14
- 1998:  halve marathon van Göteborg - 1:12.55
- 1998:  Great North Run - 1:14.42
- 1999: 4e halve marathon van Paderborn - 1:15.50
- 1999:  halve marathon van Göteborg - 1:12.27
- 1999:  halve marathon van Toluca - 1:16.25
- 2000:  halve marathon van Frankfurt - 1:11.07
- 2000:  halve marathon van Zapopan - 1:13.25
- 2000:  halve marathon van Göteborg - 1:11.03
- 2000:  halve marathon van Guadalajara - 1:14.15
- 2000:  halve marathon van Guadalajara - 1:13.32
- 2000: 5e WK in Veracruz - 1:11.33
- 2000:  halve marathon van Chihuahua - 1:14.17
- 2001:  halve marathon van Monterrey - 1:11.39
- 2001:  halve marathon van Tequila - 1:21.30
- 2002: 5e WK in Brussel - 1:09.30
- 2002:  halve marathon van Saltillo - 1:13.40
- 2002:  halve marathon van Guadalajara - 1:12.14
- 2003:  halve marathon van Monterrey - 1:11.49
- 2005:  halve marathon van Udine - 1:09.09
- 2005: 5e halve marathon van New Delhi - 1:11.37
- 2006:  halve marathon van Portugal - 1:11.07
- 2007:  halve marathon van Azpeitia - 1:08.57
- 2007:  halve marathon van Coban - 1:13.30
- 2007: 4e halve marathon van Saltillo - 1:14.28
- 2007:  halve marathon van Philadelphia - 1:08.45
- 2007:  WK in Udine - 1:08.06
- 2008:  halve marathon van Ras al-Khaimah - 1:12.29
- 2008:  halve marathon van Lissabon - 1:09.59
- 2008:  halve marathon van Bogotá - 1:12.55
- 2008:  halve marathon van Vila Nova de Gaia - 1:10.27
- 2008:  WK in Rio de Janeiro - 1:10.01
- 2008:  halve marathon van Porto - 1:10.26
- 2009:  halve marathon van Bogotá - 1:14.18
- 2009:  halve marathon van Porto - 1:10.24
- 2010: 4e halve marathon van Bogotá - 1:15.04
- 2010:  halve marathon van Porto - 1:13.54
- 2014:  halve marathon van Blacktown - 1:18.20

### marathon
- 2001: 4e marathon van Mexico-Stad - 2:43.56
- 2005:  marathon van Nairobi - 2:41.12
- 2006:  marathon van Parijs - 2:29.48
- 2006:  Marathon van Peking - 2:34.51
- 2007:  marathon van Milaan - 2:25.36
- 2008:  marathon van Hamburg - 2:28.36
- 2008:  marathon van Milaan - 2:28.34
- 2009: 9e marathon van Tokio - 2:32.40
- 2009:  marathon van Honolulu - 2:32.41
- 2010:  marathon van Porto - 2:51.44

### veldlopen
- 1992: 27e WK junioren in Boston - 14.22
- 1993:  WK junioren in Amorebieta - 14.09
- 1994: 7e WK junioren
- 1995: 10e WK junioren
- 1998: 5e Sprintcross in Breda - 21.45
- 2001:  Keniaanse kamp. in Nairobi - 28.04
- 2001: 5e WK lange afstand in Oostende - 28.20
- 2002:  Keniaanse kamp. in Nairobi - 27.13
- 2002: 9e WK lange afstand in Dublin - 27.30
- 2003:  Keniaanse kamp. in Nairobi - 27.01
- 2003: 6e WK in Lausanne - 26.35
- 2007:  Keniaanse kamp. in Eldoret - 28.33
- 2007: 6e WK in Mombasa - 27.34